# Нефтебаза (Молчановський район)
Нефтеба́за (рос. Нефтебаза) — присілок у складі Молчановського району Томської області, Росія. Входить до складу Наргинського сільського поселення.

## Населення
Населення — 23 особи (2010; 21 у 2002).
Національний склад (станом на 2002 рік):
- росіяни — 85 %